# Sabina Hank
Sabina Hank (Salzburg, 2 mei 1976) is een Oostenrijkse jazzzangeres, -pianiste, componiste en synesthetiste.

## Biografie
Sabina Hank komt uit een muzikale familie en werd op 5-jarige leeftijd met absoluut gehoor opgenomen in het Mozarteum Salzburg en daar 13 jaar opgeleid op de piano. Op 5-jarige leeftijd maakte ze haar eerste studio-opnamen. Na haar klassieke carrière studeerde de synesthesiste (ze hoort in kleuren) vijf jaar lang jazzzang en jazzpiano aan de Bruckner Universiteit in Linz, voordat ze stopte met haar studie om zich volledig te kunnen concentreren op het leven als freelance muzikante. Ze heeft compositie altijd als autodidact en in stilte gestudeerd. Sabina Hank werkt sinds 1997 als band- en co-leider (samenwerking met Willi Resetarits (Abendlieder), Josef Hader (Lied Suspicious), Hubert von Goisern (Liebesfarben), Bob Mintzer (Blue Notes On Christmas), Werner Pirchner, die Strottern, Harry Ahamer, Maria Schneider, Garry Dial, Dick Oatts, Martin Scales, Peter O'Mara en nog veel meer) en treedt op tijdens internationale jazzfestivals over de hele wereld. Als componiste ontving ze talloze opdrachten voor film en theater (waaronder Theater in der Josefstadt, Volkstheater Wenen, Salzburger Staatstheater, Bochum Schauspielhaus, etc.) en werkte ze samen met gerenommeerde regisseurs zoals Leander Haußmann en Michael Schottenberg.
Sinds 2008 werkt ze ook nauw samen met violist Benjamin Schmid, die zowel in klassiek als jazz thuis is. Het aan hem opgedragen vioolconcert Three Songs For An Abandoned Angel ging in 2008 in première in de Mattseer Diabellisommer en in 2010 ging het project Benjamin Schmid plays Gulda & Hank in première op de Salzburg Jazz Autumn. In haar huidige bandprojecten speelt ze samen met haar langdurige muzikale partners en sidemen Christian Lettner, Christian Wendt, Tom Reif, Alex Meik, Klaus Pérez-Salado en haar ex-echtgenoot Herb Berger, met wie ze sinds 1994 muzikaal verbonden is. Na 2 platencontracten bij de labels Quinton Records (2001-2005) en Universal Music Group(2006-2009), richtte Sabina Hank in 2009 haar eigen label “meander records” op, waarop ze nu ook zelf haar albums produceert en verkoopt. Sinds 2010 is de muzikante ook docent aan de Mozarteum Universiteit en geeft ze lezingen en workshops over Integrative Improvisation & Composition in Jazz & I-Music Management en creatieve zelfmarketingkanalen voor freelance muzikanten.

## Onderscheidingen
- Salzburg Preis van de stad Salzburg 2016
- Akademia Music Award 2016, Los Angeles, USA (Best Jazz Album)
- Nominatie voor de Salzburgerin des Jahres 2015
- Nominatie voor de Amadeus Austrian Music Award 2010
- Best Austrian Jazz Musician 2004 (Concerto Poll)
- Art and Music Award van de stad Salzburg 2004
- 1e prijs van de compositiebeurs van de deelstaat Salzburg 1998

## Discografie
- 2016: Blue Notes On Christmas feat. Bob Mintzer (meander records), onderscheiden met de Akademia Music Award 2016 (Best Jazz Album)
- 2012: A Song Kaleidoscope (meander records)
- 2011: Liebesfarben (meander records) geproduceerd door Hubert von Goisern
- 2009: Focus On Infinity, nominatie voor de Amadeus Austrian Music Award 2010
- 2008: Willi Resetarits & Sabina Hank Abendlieder (Universal Music)
- 2007: Inside (Universal Music)
- 2006: Nah An Mir (Universal Music)
- 2004: Music In A Mirror feat. Bob Mintzer (Quinton Records)
- 2001: Blue Moments (Quinton Records)
- 2000: Softly Spoken
- 1998: Carmen- Music By Sabina Hank (Schauspielhaus Bochum)
- 1997: Uncovered Soul feat. Benjamin Schmid

## Compositie-opdrachten
- 2016: Theater in der Josefstadt (Das Mädl aus der Vorstadt van Nestroy, regie Michael Schottenberg)
- 2008: Mattseer Diabellisommer (vioolinconcert voor Benjamin Schmid Three Songs For An Abandoned Angel)
- 2006: Brucknerhaus Linz (Sabina Hank Orchestra Re-Generation)
- 2003: Filmmusik Unspoiled Moment (Regie Jacob Groll)
- 2002: Landestheater Salzburg (Nachtmusik van Rolf Hochhuth)
- 2001: Volkstheater Wien (Der Talisman van Nestroy, regie Michael Schottenberg, onderscheiden met de Nestroy-Theaterpreis & de Karl Skraup Preis)
- 1998: Schauspielhaus Bochum (Carmen door Prosper Mérimée, regie Leander Haußmann)
- 1997: Filmmuziek ORF/3sat voor 100 Jahre Sir Karl Popper (regie Koschka Hetzer)

- Gemeinsame Normdatei: 1042310114
- International Standard Name Identifier: 0000 0000 5836 2494
- MusicBrainz: 8097c361-60d9-4efc-9369-c3a4f528d18f
- Nationale Bibliotheek van Tsjechië: ola2002150371
- Virtual International Authority File: 84961874